# Ouratea maasiorum
Ouratea maasiorum är en tvåhjärtbladig växtart som beskrevs av C. Sastre. Ouratea maasiorum ingår i släktet Ouratea och familjen Ochnaceae. Inga underarter finns listade i Catalogue of Life.